# Верхняя полуплоскость

Верхняя полуплоскость

В математике, верхняя полуплоскость (верхняя половина плоскости) H — множество точек {\displaystyle (x,y)}
декартовой плоскости таких, что {\displaystyle y>0}. Является частным случаем полуплоскости.

## Комплексная плоскость
В математике часто вместо декартовой плоскости рассматривают  комплексную
плоскость, в которой верхняя полуплоскость является множеством комплексных чисел с положительной мнимой частью:
{\displaystyle \mathbb {H} =\{x+iy\mid y>0;x,y\in \mathbb {R} \}.}
Комплексная полуплоскость — область определения многих функций, рассматриваемых в комплексном анализе, в частности —
модулярных функций. Причина такого интереса в том, что
верхняя полуплоскость конформно эквивалентна открытому диску.
Из-за данного свойства верхняя полуплоскость появляется в разных математических моделях, например в одной из
моделей геометрии Лобачевского.